# Eduardo Castex
Eduardo Castex – miasto w Argentynie, w prowincji La Pampa, stolica departamentu Conhelo.
Według danych szacunkowych na rok 2010 miejscowość liczyła 11 626 mieszkańców.